# 圣奥诺雷市郊路
圣奥诺雷市郊路（法語：Rue du Faubourg Saint-Honoré）是法国巴黎的一条街道。相比香榭丽舍大街较为狭窄，但仍被视为世界上最时尚的街道之一，更集中了众多高端艺术画廊和拍卖行。如同附近的蒙田大街，这里几乎整条路都是高级时装店。
圣奥诺雷市郊路是圣奥诺雷路向西的延伸，开始时是卢浮宫产业北部向西延伸的道路。圣奥诺雷是著名的法国圣徒。
圣奥诺雷市郊路55号是法国总统府爱丽舍宫。

## 著名地址
- 24号 - 巴黎奢侈品公司爱马仕历史性的旗舰店
- 29号 - 成立于1935年的兰蔻化妆品办事处
- 31号 - 日本大使馆
- 33号 - Hôtel Perrinet et de Jars
- 35号 - 英国大使馆
- 41号 - Pontalba酒店，现在是美国大使官邸
- 55号 - 爱丽舍宫，法国总统府
- 56号 - Vogue 巴黎办事处
- 85号 - Galerie C 传播中国文化的摄影主题画廊
- 96号 - 法国内政部（在小型的 Beauvau广场）
- 100号 - 法国时装公会
- 112号 - 布里斯托尔酒店（Hôtel Le Bristol）
- 霍比格恩特（Houbigant）香水制造商让·弗朗索瓦1775年在此开设店铺“花篮”（A la Corbeille de Fleurs） （页面存档备份，存于）.
- 加拿大大使官邸位于135号